# Montamy
Montamy település Franciaországban, Calvados megyében. Lakosainak száma 126 fő (2018. január 1.). Montamy Brémoy, Le Mesnil-Auzouf, Montchauvet és Saint-Pierre-Tarentaine községekkel határos.

## Népesség
A település népessége az elmúlt években az alábbi módon változott:
| Lakosok száma | 120  | 122  | 69   | 65   | 74   | 91   | 90   | 91   | 122  | 126  |
|               | 1962 | 1968 | 1982 | 1990 | 1999 | 2008 | 2011 | 2013 | 2017 | 2018 |